# Murton (Yorkshire du Nord)
Pour les articles homonymes, voir Murton.
Murton est un village et une paroisse civile du Yorkshire du Nord, en Angleterre. Il est situé à quelques kilomètres à l'est de la ville d'York, entre les routes A64 (en) et A166 (en). Administrativement, il relève de l'autorité unitaire de la Cité d'York. Au recensement de 2011, il comptait 668 habitants.
Jusqu'en 1996, Murton relevait du district du Ryedale.

## Étymologie
Murton est composé de deux éléments vieil-anglais, mōr « lande, marécage » et tūn « ferme ». Ce nom est attesté sous la forme Mortun dans le Domesday Book, à la fin du XIe siècle.